# Халид Азиз
Хали́д Ази́з а́т-Таки́р (араб. عزيزي خالد آل الآخذ‎, англ. Khaled Aziz ath-Thaker; 14 июля 1981, Эр-Рияд) — саудовский футболист, полузащитник. Выступал в сборной Саудовской Аравии, участник чемпионата мира 2006 года.

## Карьера

### Клубная
Профессиональную карьеру начал в 2000 году в клубе «Аль-Хиляль» из Эр-Рияда, став вместе с командой 3 раза чемпионом Саудовской Аравии, 4 раза обладателем Кубка наследного принца Саудовской Аравии, 2 раза обладателем Кубка принца Фейсала и по 1-му разу обладателем Кубка обладателей кубков Азии, Арабского кубка обладателей кубков, Арабского суперкубка и Саудовско-Египетского суперкубка.

### В сборной
В составе главной национальной сборной Саудовской Аравии выступает с 2005 года. Участник чемпионата мира 2006 года, на котором сыграл во всех 3-х матчах команды, однако, в последнем матче против сборной Испании покинул поле уже на 13-й минуте из-за травмы. В 2007 году дошёл вместе с командой до финала Кубка Азии, в котором, однако, саудовцы уступили сборной Ирака со счётом 0:1.

## Достижения
- Финалист Кубка Азии (1): 2007
- Чемпион Саудовской Аравии (3): 2001/02, 2004/05, 2007/08
- Обладатель Кубка наследного принца Саудовской Аравии (4): 2002/03, 2004/05, 2005/06, 2007/08
- Обладатель Кубка принца Фейсала (2): 2004/05, 2005/06
- Обладатель Кубка обладателей кубков Азии (1): 2002
- Обладатель Арабского кубка обладателей кубков (1): 2000/01
- Обладатель Арабского суперкубка (1): 2001
- Обладатель Саудовско-Египетского суперкубка (1): 2001